# Emiliano Bruner
Emiliano Bruner (Roma, 25 de abril de 1972) es un investigador y divulgador científico italiano afincado en España. Biólogo de formación, se dedica a la antropología evolutiva y a la neurociencia. 

## Trayectoria científica
Estudió zoología y ecología, realizó su tesis en ecología humana, y se graduó en Biología en la Università La Sapienza de Roma. Posteriormente se dedicó a la antropología evolutiva y se doctoró en Biología animal con una tesis en Paleoneurobiología. Entre 2007 y 2024 fue responsable de investigación del grupo de Paleoneurobiología de Homínidos del Centro Nacional de Investigación sobre la Evolución Humana (CENIEH) de Burgos (España). Desde 2024 es investigador científico en Paleoneurobiología en el Museo Nacional de Ciencias Naturales del Consejo Superior de Investigaciones Científicas (CSIC) en Madrid (España). También es investigador afiliado de la Fundación Centro de Investigación en Enfermedades Neurológicas (CIEN), en Madrid, desde 2022.

## Líneas de investigación
Sus principales líneas de investigación incluyen la neuroanatomía comparada y la craneología en humanos modernos y en homínidos extintos, donde emplea técnicas de anatomía digital, morfometría computarizada y análisis de redes. Ha investigado en particular la evolución de los lóbulos parietales y del precúneo, la relación entre cráneo y cerebro, y los rasgos vasculares de la cavidad craneal. En paleontología humana se ocupa sobre todo de paleoneurología (el estudio de la anatomía cerebral en las especies fósiles) y arqueología cognitiva (el estudio de los modelos psicológicos en las poblaciones extintas). En el campo de las ciencias cognitivas, se centra en la evolución de funciones asociadas a los lóbulos parietales superiores, como la atención y la integración visoespacial. Muchas de sus líneas de investigación están enfocadas a proporcionar un puente entre antropología evolutiva y la medicina.

## Divulgación
Parte de su actividad está dedicada a la divulgación científica, y colabora con diferentes revistas y medios de comunicación sobre temas que integran antropología y neurociencia, así como la diversidad cognitiva, la relación entre cuerpo y mente, la tecnología, la música y la meditación.
Escribe para la revista Jot Down desde 2015, y ha publicado varios libros de divulgación.

## Publicaciones

#### Libros de divulgación
- Bruner E. 2018. La mente oltre il cranio: prospettive di archeologia cognitiva. Carocci Editore. ISBN 9788843093557
- Bruner E. 2023. La evolución del cerebro humano: un viaje entre fósiles y primates. Shackleton Books. ISBN 978-84-1361-224-9
- Bruner E. 2024. Antropológica Mente. Shackleton Books. ISBN 978-84-1361-328-4
- Bruner E. 2025. La maldición del hombre mono. Crítica. ISBN 978-84-9199-782-5

#### Libros académicos
- Bruner E. 2015. Human paleoneurology. Springer. ISBN 978-3-319-08499-2
- Bruner E., Ogihara N., Tanabe H. 2018. Digital endocasts: from skulls to brains. Springer. ISBN 978-4-431-56580-2
- Bruner E. 2023. Cognitive archaeology, body cognition, and the evolution of visuospatial perception. Academic Press. ISBN 978-0323991933

#### Artículos científicos
Ha publicado más de 170 artículos científicos en revistas especializadas.